# Feliniopsis albicincta
Feliniopsis albicincta är en fjärilsart som beskrevs av W. Warren 1914. Feliniopsis albicincta ingår i släktet Feliniopsis och familjen nattflyn. Inga underarter finns listade i Catalogue of Life.